# Aptychotrema bougainvillii
Aptychotrema bougainvillii es una especie de peces de la familia Rhinobatidae en el orden de los Rajiformes.

## Morfología
• Los machos pueden llegar alcanzar los 100 cm de longitud total.

## Distribución geográfica
Se encuentra en las  costas de Australia.